# Bruyères
För andra betydelser, se Bruyères (olika betydelser).
Bruyères är en kommun i departementet Vosges i regionen Grand Est (tidigare regionen Lorraine) i nordöstra Frankrike. Kommunen ligger i kantonen Bruyères som tillhör arrondissementet Épinal. År 2022 hade Bruyères 2 935 invånare.

## Befolkningsutveckling
Antalet invånare i kommunen Bruyères
| Referens: INSEE |